# Кобра (Даровской район)
Ко́бра — село в Даровском районе Кировской области, административный центр Кобрского сельского поселения.

## География
Находится на расстоянии примерно 21 км на восток-северо-восток от райцентра посёлка Даровской.

## История
Годом основания села принят 1701 г., когда был издан архиерейский приказ об образовании села, сразу же начато строительство деревянной церкви, которая была разобрана в 1771 г. На месте села в 1676 г. был основан Закобрский Введенский монастырь. Все население левого берега Кобры и правого Моломы, выше впадения Кобры в Молому, было в крепостной зависимости от Кобрского монастыря. Закрыт монастырь по указу Екатерины II в 1764 г., крестьяне стали государственными. Каменная Введенская церковь была построена в 1821 г. В селе церковно-приходская женская и земская мужская школы. Занятия жителей в XIX в. были земледелие и подсобные промыслы: выработка леса в лесных дачах по реке Моломе и отхожий промысел. В 1873 г. в селе Верхокобрское дворов 5 и жителей 53, в 1905 г. 9 и 25, в 1926 г. 28 и 71, в 1950 г. 110 и 520, в 1989 г. проживало 870 чел..

## Население
Постоянное население составляло 621 чел. (русские 98 %) в 2002 г., 481 в 2010 г..